# Тегістік (Теренкольський район)
Тегісті́к (каз. Тегістік) — село у складі Теренкольського району Павлодарської області Казахстану. Входить до складу Жанакурлиського сільського округу.
Населення — 65 осіб (2021; 264 у 2009, 456 у 1999, 520 у 1989).
Національний склад станом на 1989 рік:
- казахи — 100 %.